# Gilbert-Schema
Das Gilbert-Schema ist eine von James Joyce 1921 verfasste Tabelle, die seinem Freund Stuart Gilbert die Lektüre des Ulysses erleichtern sollte. Auf diese Weise wurde es möglich, Symbol- und Motivstrukturen der einzelnen Kapitel des Buches zu erfassen. Jedem Kapitel wird darin ein Schauplatz, ein Organ, ein Symbol (oder eine Symbolfigur) und eine bestimmte Erzähl- oder Sprachtechnik zugeordnet, was jedoch nicht heißt, dass der Ulysses nach einem trockenen Konstruktionsprinzip geordnet wäre.
| Kapitel | Bezeichnung          | Schauplatz      | Zeit   | Organ            | Farbe        | Symbol           | Kunst          | Technik                    |
| ------- | -------------------- | --------------- | ------ | ---------------- | ------------ | ---------------- | -------------- | -------------------------- |
| 1       | Telemachos           | Turm            | 8 Uhr  | -                | Weiß/Gold    | Erbe             | Theologie      | Erzählung (jung)           |
| 2       | Nestor               | Schule          | 10 Uhr | -                | Braun        | Pferd            | Geschichte     | Katechismus (personal)     |
| 3       | Proteus              | Strand          | 11 Uhr | -                | Grün         | Flut             | Philologie     | Monolog (männlich)         |
| 4       | Kalypso              | Haus            | 8 Uhr  | Niere            | Orange       | Nymphe           | Ökonomie       | Erzählung (erwachsen)      |
| 5       | Lotophagen           | Bad             | 10 Uhr | Genitalien       | -            | Eucharistie      | Botanik/Chemie | Narzissmus                 |
| 6       | Hades                | Friedhof        | 11 Uhr | Herz             | Weiß/Schwarz | Totengräber      | Religion       | Inkubismus                 |
| 7       | Aiolos               | Zeitung         | 12 Uhr | Lunge            | Rot          | Schriftsetzer    | Rhetorik       | Enthymemik                 |
| 8       | Laistrygonen         | Lunch           | 13 Uhr | Speiseröhre      | -            | Polizisten       | Architektur    | Peristaltik                |
| 9       | Skylla und Charybdis | Bibliothek      | 14 Uhr | Gehirn           | -            | Stratford/London | Literatur      | Dialektik                  |
| 10      | Symplegaden          | Straße          | 15 Uhr | Blut             | -            | Bürger           | Mechanik       | Labyrinth                  |
| 11      | Sirenen              | Konzertsaal     | 16 Uhr | Ohr              | -            | Bardamen         | Musik          | Fuga per canonem           |
| 12      | Der Kyklop           | Pub             | 17 Uhr | Muskeln          | -            | Nationalist      | Politik        | Gigantismus                |
| 13      | Nausikaa             | Felsen          | 20 Uhr | Auge, Nase       | Grau/Blau    | Jungfrau         | Malerei        | Tumeszenz/Detumeszenz      |
| 14      | Rinder des Helios    | Krankenhaus     | 22 Uhr | Mutterleib       | Weiß         | Mutter           | Medizin        | Entwicklung des Embryos    |
| 15      | Kirke                | Bordell         | 0 Uhr  | Bewegungsapparat | -            | Hure             | Magie          | Halluzination              |
| 16      | Eumaios              | Cabmans Shelter | 1 Uhr  | Nerven           | -            | Matrose          | Navigation     | Erzählung (alt)            |
| 17      | Ithaka               | Haus            | 2 Uhr  | Skelett          | -            | Komet            | Wissenschaft   | Katechismus (unpersönlich) |
| 18      | Penelope             | Bett            | -      | Fleisch          | -            | Erde             | -              | Monolog (weiblich)         |